# Turismo in Andorra
Il turismo in Andorra occupa un posto importante nell'economia del paese.

## Turismo ricreativo

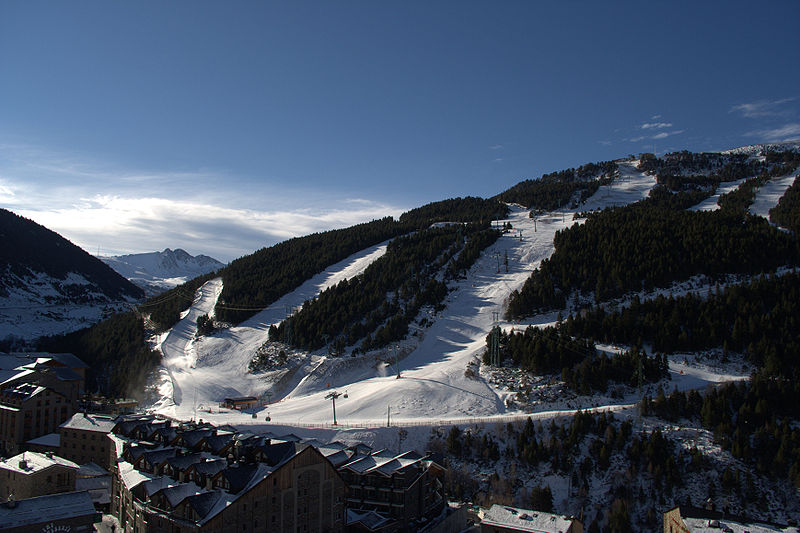
La città e la base della stazione sciistica di Soldeu.

Andorra ospita diverse grandi località sciistiche, tra cui Grandvalira e Vallnord. Queste località sono particolarmente popolari tra i turisti provenienti da paesi vicini, come Spagna e Francia, ma anche da paesi più distanti, come Regno Unito, Portogallo e Germania, in quanto le loro pendenze relativamente dolci sono ideali per le persone meno esperte e per le famiglie.
Andorra ha anche molti sentieri escursionistici che possono essere esplorati durante i mesi estivi, quando la neve si è sciolta.

## Turismo economico
Poiché non è membro dell'Unione europea, Andorra è in grado di vendere un'ampia gamma di prodotti duty-free, inclusi alcolici, profumi e sigarette. Molti prodotti sono molto più economici rispetto ai paesi vicini e sono una fonte redditizia di introiti per il paese.

## Turismo culturale

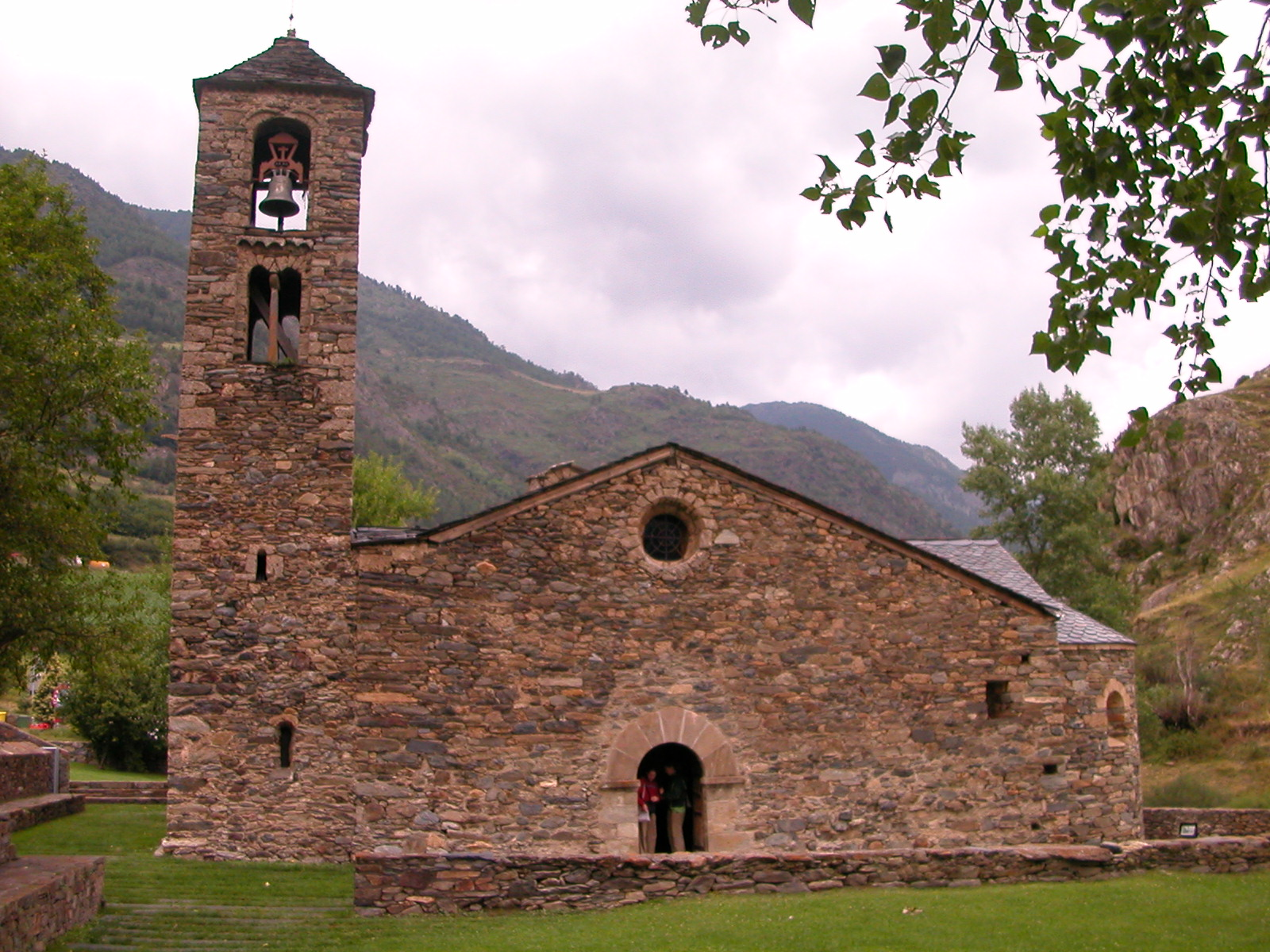
Chiesa di Sant Martí de la Cortinada, a Ordino.

Numerose chiese romaniche e case di interesse storico si possono trovare a Ordino, Encamp, Sant Julià de Lòria, Santa Coloma e altri villaggi. Il più noto è il santuario di Nostra Signora di Meritxell, patrona di Andorra, situtato tra Canillo ed Encamp.
I monumenti classificati come "beni di interesse culturale" sono protetti e tutelati da Andorra.

## Turismo religioso
I pellegrini vengono dalla Francia e dalla Spagna per rendere omaggio a Nostra Signora di Meritxell ogni 8 settembre, festa del santo patrono di Andorra. Ciascuno dei villaggi più grandi ha il suo festival, durante il quale viene eseguita la sardana, il ballo nazionale di Andorra.

## Statistiche
Nel 2004, circa 11,6 milioni di turisti hanno visitato Andorra, raggiungendo un picco storico per il paese. I visitatori europei hanno bisogno di un passaporto valido per entrare in Andorra ma non di un visto.
Nel 2003, il Dipartimento di Stato degli Stati Uniti ha stimato un costo giornaliero di 226 dollari per soggiornare ad Andorra.